# Дарюи, Жюльен
Жюльен Дарюи (фр. Julien Darui; 16 февраля 1916, Оберкорн, Эш-сюр-Альзетт — 13 декабря 1987, Дижон, Франция) — французский футболист, игравший на позиции вратаря. По завершении игровой карьеры — футбольный тренер. В 1999 году был признан лучшим французским вратарём века по версии журнала L’Equipe.

## Клубная карьера
Родился в Люксембурге в 1916 году. Во взрослом футболе дебютировал в 1935 году выступлениями за клуб «Шарлевиль», в которой провёл два сезона во втором французском дивизионе, приняв участие в 47 матчах чемпионата.
Своей игрой привлёк внимание представителей тренерского штаба клуба «Олимпик Лилль», к составу которого присоединился в 1937 году. Отыграл за команду из Лилля следующие три сезона своей игровой карьеры и в 1939 году стал финалистом кубка Франции.

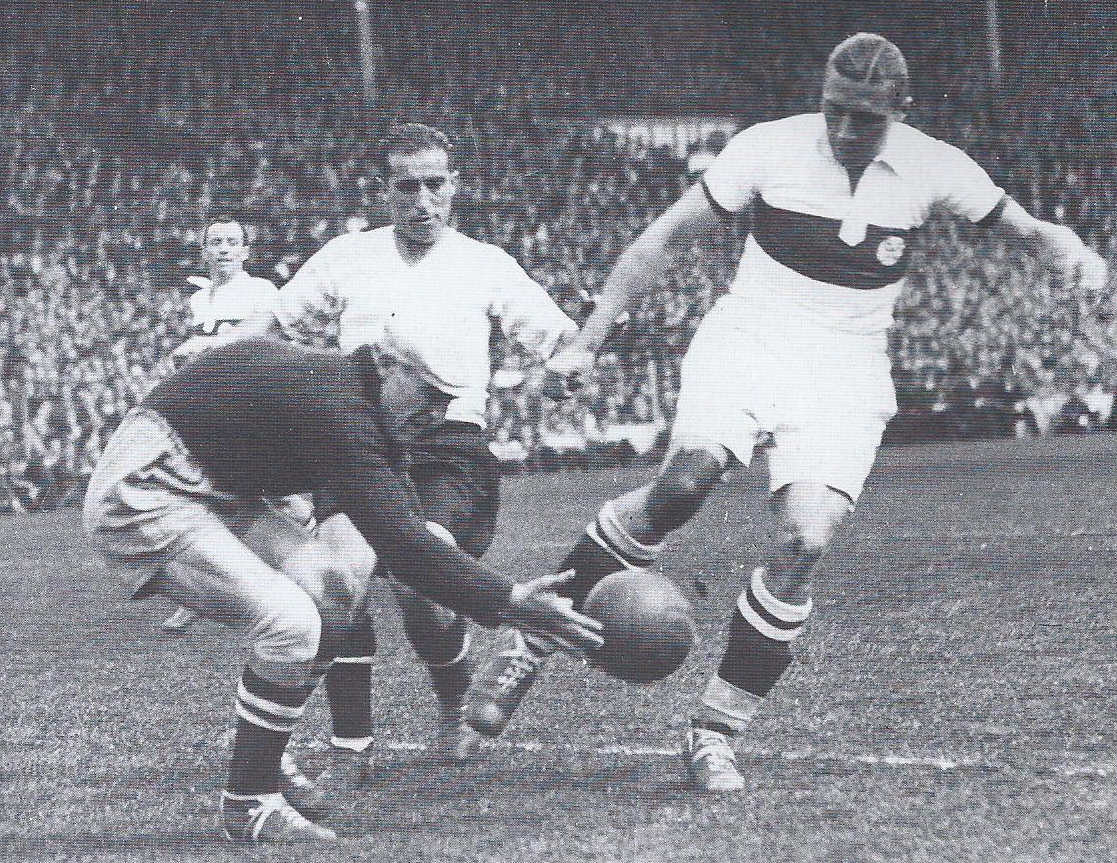
Жюльен Дарюи (слева) в финале Кубка Франции 1939 года.

В 1940 году Жюльен перешёл в клуб «Ред Стар», с которым в 1942 году выиграл Кубок Франции, после чего вернулся в «Олимпик Лилль», который во время правления режим Виши был переименован в «Лилль-Фландр». «Лилль-Фландр» после падения режима был объединён с лубом «Фив» и стал называться «Лилль», где и продолжил играть Дарюи.
Летом 1945 года заключил контракт с клубом «Рубе-Туркуэн», в составе которого провёл следующие восемь лет своей карьеры игрока. Большинство времени, проведённого в составе «Рубе-Туркуэна», являлось основным голкипером команды. За это время завоевал титул чемпиона Франции, с 1949 года был играющим тренером.
Завершил профессиональную игровую карьеру в клубе «Монпелье», в котором в течение сезона 1953/54 годов также был играющим тренером.

## Выступления за сборную
В 1939 году дебютировал в официальных матчах в составе национальной сборной Франции. В течение карьеры в национальной команде, длившейся 13 лет, провёл в форме главной команды страны 25 матчей.
В составе сборной был участником домашнего чемпионата мира 1938 года, на котором французы дошли до четвертьфинала.

## Карьера тренера
После работы играющим тренером в клубах «Рубе-Туркуэн» и «Монпелье», в 1954 году Дарюи в качестве главного тренера возглавил клуб «Олимпик Лион», где проработал один сезон.
Последним местом тренерской работы Дарюи был клуб «Дижон», главным тренером команды которого Жюльен был до 1960 года.
Скончался 13 декабря 1987 года на 72-м году жизни.

## Титулы и достижения
- Чемпион Франции (1):

«Рубе-Туркуэн»: 1946-47
- Обладатель Кубка Франции (1):

«Ред Стар»: 1941-42